# Actias groenendaeli
 Actias groenendaeli là một loài bướm đêm trong chi Actias thuộc họ Saturniidae. Loài bướm đêm này sinh sống ở Indonesia.

## Phân loài
- Actias groenendaeli groenendaeli (Flores)
- Actias groenendaeli acutapex Kishida, 2000 (Sumba)
- Actias groenendaeli sumbawaensis U. Paukstadt, L.H. Paukstadt & Rougerie, 2010 (Sumbawa)
- Actias groenendaeli timorensis U. Paukstadt, L.H. Paukstadt & Rougerie, 2010 (Timor)